# スペースX CRS-6
スペースX CRS-6(英語: SpaceX CRS-6)は2015年4月にNASAとの契約の下スペースXが国際宇宙ステーション(ISS)に打ち上げたドラゴン宇宙船。SpX-6としても知られる。無人型ドラゴン輸送機の8機目の飛行であり、商業軌道輸送サービス契約の運用ミッションとしては6回目であった。2015年の4月17日から5月21日の間ISSにドッキングしていた。

## 運用
2014年7月時点では暫定的な打ち上げ予定は2015年2月であり、打ち上げ2日後にISSとドッキングする予定であった。しかし、CRS-5の打ち上げの遅延によって、CRS-6の打ち上げも2015年4月14日に延期された。2015年3月には暫定的な打ち上げ予定は2015年4月13日であり、この予定は気象条件から2015年の4月14日に延期された。

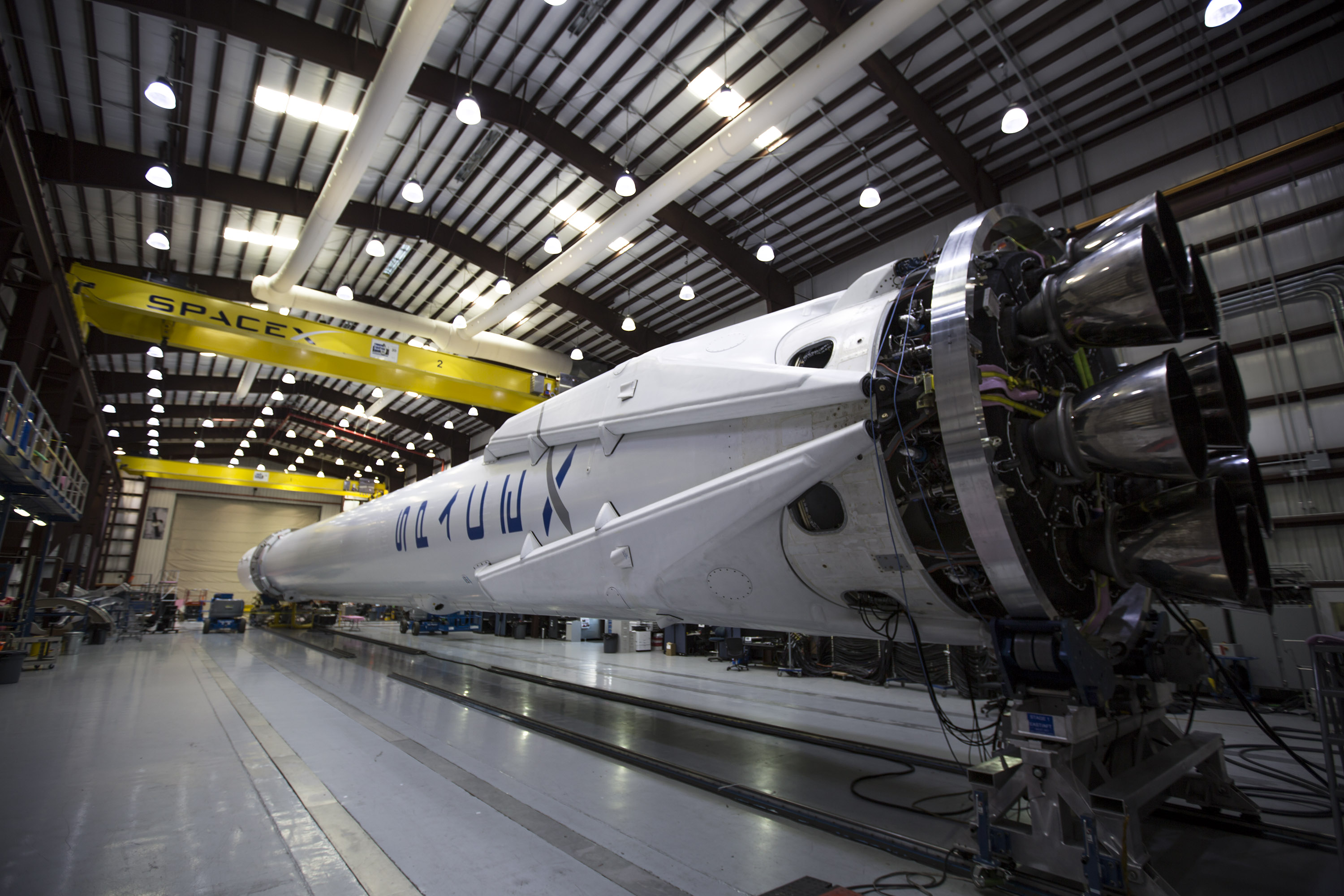
フロリダで打ち上げ準備が進められるファルコン9とドラゴン

打ち上げ予定日の一時的な通信周波数の権限を得るための連邦通信委員会への申請の提出は2015年4月8日以降に行なわれた。申請は着陸用基地船への初の推進着陸を試みるファルコン9の第1段の制御に使われる通信アップリンクの許可を求めるものだった。

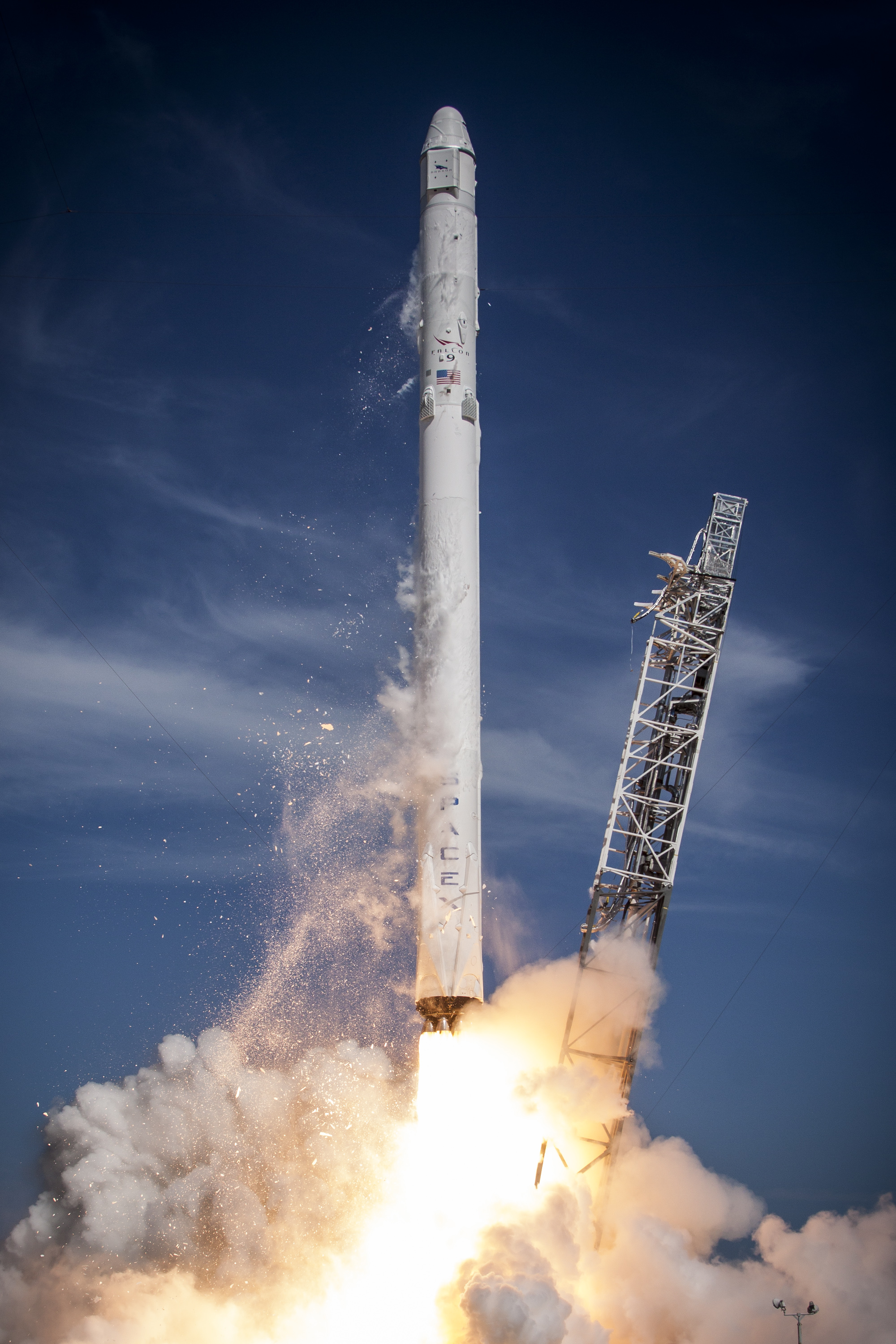
打ち上げの様子、2015年4月14日

## 載貨

### 主貨物
NASAはCRS-6でスペースXと契約し、輸送船の主貨物、打ち上げ日時、軌道要素などを決定した。
ドラゴンには第43、44次長期滞在で行われる250種以上の科学・研究調査などのうち40種程度を直接支援する緊急物資など、2015kgの補給貨物が搭載されていた。
そのほかには以下のようなものが積まれていた
- プラネタリー・リソーシズはArkyd-3を再輸送する[6]。同社はArkyd系衛星の技術の検証と習熟のためにナノラックス（英語版）の提供するサービスでISSからの小型衛星の放出を計画している。これはArkyd-3衛星として2機目であり、1機目はシグナス CRS Orb-3に搭載されていたものの2014年10月の打ち上げの際に失敗して破壊されている[7][8]。
- プラネット・ラボ（英語版）はナノラックスのサービスでISSから放出する14機のFlock-1e地球観測小型衛星を輸送した[9]。

### 副貨物
スペースXは主要貨物の搭載以外に、副貨物も搭載していた。しかし、NASAとの契約で副貨物は危険性の排除に加え、契約指定の成功確率達成やファルコン9第2段の初期軌道達成後の2次衛星のリブースト用の安全余地の要求など一定の制限があった。
副貨物には宇宙飛行中の微小重力によって誘引される細胞損傷に対抗できる方法の研究、骨の共通細胞への微小重力の影響、骨粗しょう症と筋萎縮状態の起因に関する新たな知見の収集、宇宙飛行士の視力変化の研究の継続、未来のロボット探査で人工筋肉として利用できる新素材の試験などの研究のための貨物が搭載されていた。また、ステーションのクルーのための新しいエスプレッソ機も乗せられていた。
搭載貨物にはカリフォルニア州トーランスのアンバサダー高校などの高校が開発した科学実験機も含まれていた。

## 飛行試験

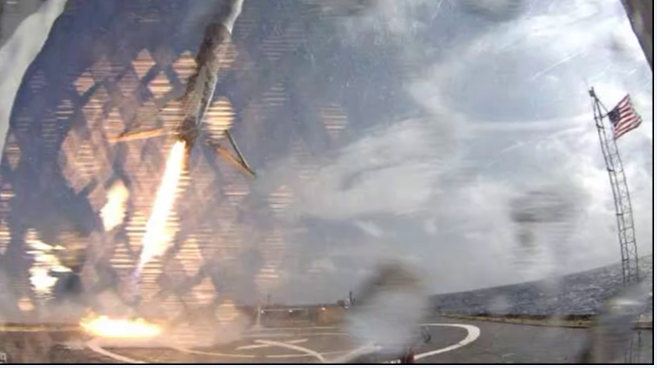
無人操縦船に近づくファルコン9、この後傾き硬着陸に終わった

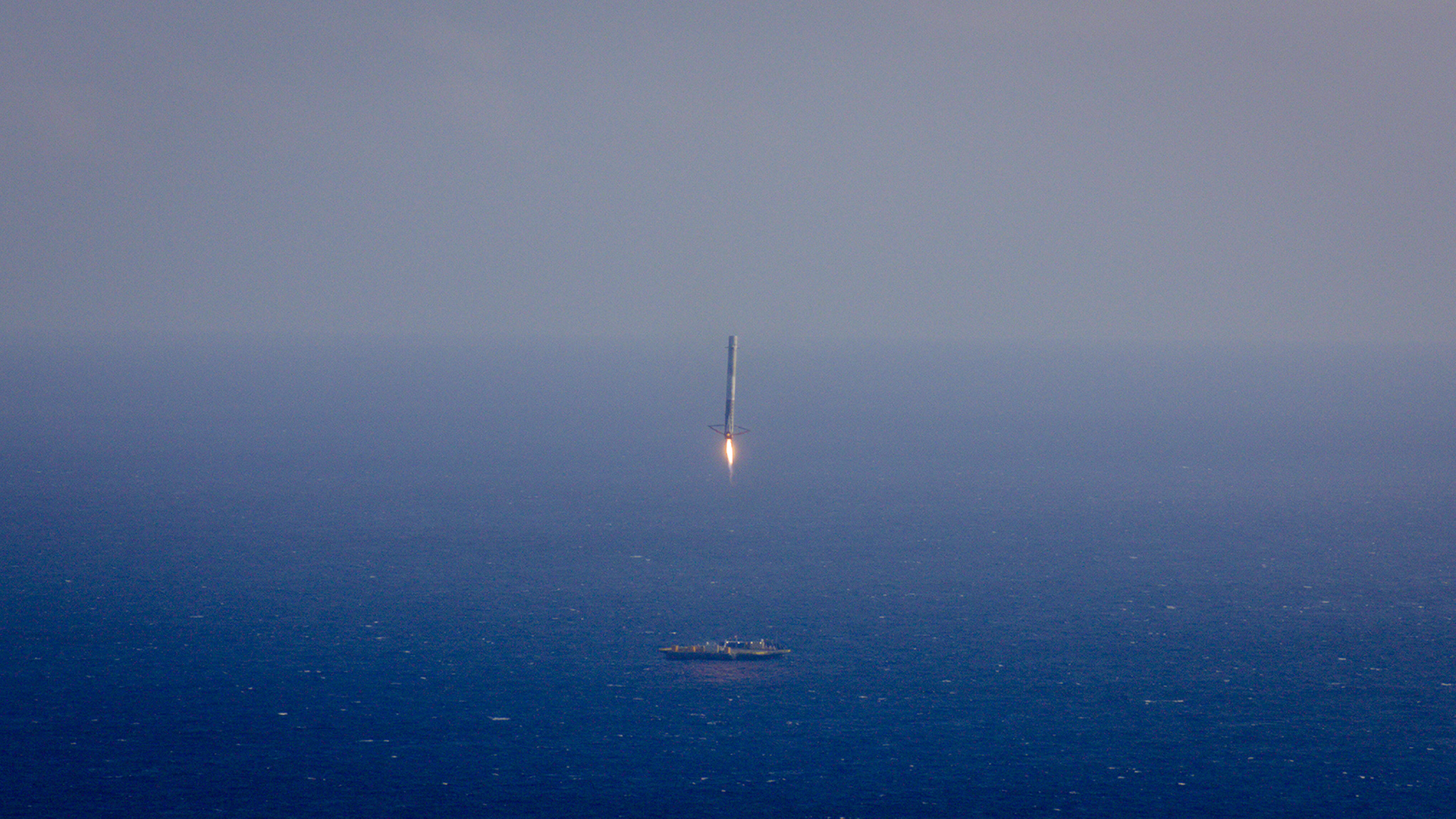
基地船への着陸体勢、足を展開中

第2段の分離後、スペースX社は燃料が空に近くなった第1段ロケットで90m×50mの自律型宇宙基地船への着陸飛行実験を行った。ロケットは上手く船体に近接したが、横方向への力が大きかったため横倒しとなり破壊された。これについてイーロン・マスクは二元推進剤バルブが動作しなくなり、制御系が着陸成功のために十分な速さで対応できなかったと説明している。
着陸試験は2015年1月にディープ・スペース・クライメイト・オブザーバトリーの打ち上げ後行われる予定であったファルコン9の15号機に続いての2度目の挑戦であった。ブースターはミッション後の着陸試験に備えてグリッドフィンや着陸脚などさまざまな技術を備えていた。成功すれば、史上初の垂直着陸で地上に帰還したロケットとなる予定であった。
4月15日、スペースXは降下・着陸の最終段階とその後の自律型宇宙基地船上での爆発までの録画映像を公開している。

## 註